# Zelmo Beaty
Zelmo "Big Z" Beaty Jr. (Hillister, Texas, 25 de octubre de 1939 – Bellevue, Washington, 27 de agosto de 2013) fue un  jugador de baloncesto estadounidense que jugó durante 12 temporadas entre la NBA y la ABA. Con 2,06 metros de estatura, jugaba en la posición de pívot.

## Trayectoria deportiva

### Universidad
Jugó durante 4 temporadas con los Panthers de la Universidad de Prairie View A&M, en las que promedió 24,7 puntos y 19,4 rebotes por partido en 108 partidos disputados.

### Profesional
Fue elegido en el tercer puesto del 1962 por St. Louis Hawks, equipo en el que disputó 7 temporadas, justo hasta la 1968-69, en la que el equipo se trasladó a Atlanta, pasando a denominarse Atlanta Hawks, en las cuales logró promediar más de 20 puntos y 10 rebotes en casi todas ellas. Disputó los Al Star de 1966 y 1968. Tras un año en blanco, al siguiente se marchó a la liga rival, la ABA fichando por los Utah Stars, con los que ganó el campeonato en su primer año. Jugó tres temporadas más allí, para regresar a la NBA en las filas de Los Angeles Lakers, jugando un año para después retirarse.
En sus doce temporadas como profesional promedió 17,1 puntos y 10,9 rebotes por partido. Tras retirarse entrenó a Virginia Squires por un breve periodo de tiempo.

## Estadísticas de su carrera en la NBA
| † | Denota temporadas en las que Beaty ganó un Campeonato de la ABA |

### Temporada regular
| Año      | Equipo      | PJ  | PT | MPP  | %TC  | %3P  | %TL  | RPP  | APP | ROB | TPP | PPP  |
| -------- | ----------- | --- | -- | ---- | ---- | ---- | ---- | ---- | --- | --- | --- | ---- |
| 1962-63  | St. Louis   | 80  | –  | 24.0 | .439 | –    | .717 | 8.3  | 1.1 | –   | –   | 10.2 |
| 1963-64  | St. Louis   | 59  | –  | 32.6 | .444 | –    | .741 | 10.7 | 1.3 | –   | –   | 13.1 |
| 1964-65  | St. Louis   | 80  | –  | 36.5 | .482 | –    | .715 | 12.1 | 1.4 | –   | –   | 16.9 |
| 1965-66  | St. Louis   | 80  | –  | 38.4 | .473 | –    | .758 | 13.6 | 1.6 | –   | –   | 20.7 |
| 1966-67  | St. Louis   | 48  | –  | 34.6 | .473 | –    | .758 | 10.7 | 1.3 | –   | –   | 17.8 |
| 1967-68  | St. Louis   | 82  | –  | 37.4 | .488 | –    | .794 | 11.7 | 2.1 | –   | –   | 21.1 |
| 1968-69  | Atlanta     | 72  | –  | 35.8 | .470 | –    | .731 | 11.1 | 1.8 | –   | –   | 21.5 |
| 1970-71† | Utah (ABA)  | 76  | –  | 38.4 | .555 | .500 | .791 | 15.7 | 1.9 | –   | –   | 22.9 |
| 1971-72  | Utah (ABA)  | 84  | –  | 37.3 | .539 | .000 | .829 | 13.2 | 1.5 | –   | –   | 23.6 |
| 1972-73  | Utah (ABA)  | 82  | –  | 34.2 | .520 | .000 | .803 | 9.8  | 1.5 | –   | 1.0 | 16.4 |
| 1973-74  | Utah (ABA)  | 77  | –  | 32.2 | .524 | .000 | .795 | 8.0  | 1.7 | 0.8 | 0.8 | 13.4 |
| 1974-75  | L.A. Lakers | 69  | –  | 17.6 | .439 | –    | .800 | 4.7  | 1.1 | 0.7 | 0.4 | 5.5  |
| Total    | Total       | 889 | –  | 33.4 | .494 | .154 | .771 | 10.9 | 1.5 | 0.7 | 0.8 | 17.1 |
| All-Star | All-Star    | 5   | 1  | 24.6 | .340 | –    | .789 | 9.4  | 1.2 | 0.2 | 0.4 | 9.8  |

### Playoffs
| Año   | Equipo     | PJ  | PT | MPP  | %TC  | %3P | %TL  | RPP  | APP | ROB | TPP | PPP  |
| ----- | ---------- | --- | -- | ---- | ---- | --- | ---- | ---- | --- | --- | --- | ---- |
| 1963  | St. Louis  | 11  | –  | 27.9 | .443 | –   | .750 | 7.6  | 1.0 | –   | –   | 10.3 |
| 1964  | St. Louis  | 12  | –  | 36.3 | .521 | –   | .597 | 9.5  | 1.0 | –   | –   | 14.3 |
| 1965  | St. Louis  | 4   | –  | 38.5 | .492 | –   | .760 | 13.8 | 0.3 | –   | –   | 19.3 |
| 1966  | St. Louis  | 10  | –  | 41.8 | .493 | –   | .759 | 13.1 | 2.2 | –   | –   | 19.0 |
| 1967  | St. Louis  | 9   | –  | 35.3 | .442 | –   | .785 | 9.9  | 1.3 | –   | –   | 15.9 |
| 1968  | St. Louis  | 6   | –  | 39.8 | .467 | –   | .782 | 13.5 | 2.5 | –   | –   | 21.5 |
| 1969  | Atlanta    | 11  | –  | 43.0 | .432 | –   | .672 | 12.9 | 2.3 | –   | –   | 22.5 |
| 1971† | Utah (ABA) | 18  | –  | 38.8 | .536 | –   | .846 | 14.6 | 2.4 | –   | –   | 23.2 |
| 1972  | Utah (ABA) | 11  | –  | 40.3 | .552 | –   | .830 | 14.0 | 2.2 | –   | –   | 20.1 |
| 1973  | Utah (ABA) | 10  | –  | 38.7 | .552 | –   | .827 | 11.6 | 1.4 | –   | –   | 15.9 |
| 1974  | Utah (ABA) | 13  | –  | 36.3 | .503 | –   | .825 | 10.8 | 1.6 | 1.4 | 0.9 | 14.8 |
| Total | Total      | 115 | –  | 37.8 | .496 | –   | .770 | 11.9 | 1.7 | 1.4 | 0.9 | 17.9 |